# 圣帕尔杜和维耶尔维克
圣帕尔杜和维耶尔维克（法語：Saint-Pardoux-et-Vielvic，法語發音：[sɛ̃ paʁdu e vjɛlvik]）是法国多尔多涅省的一个市镇，属于萨拉拉卡内达区。

## 地理
圣帕尔杜和维耶尔维克（44°46'8"N, 0°59'9"E）面积14.23 平方千米，位于法国新阿基坦大区多爾多涅省，该省份为法国西南部内陆省份，是法國本土面积第三大的省，大致对应佩里戈尔地区，北起顺时针与夏朗德省、上维埃纳省、科雷兹省、洛特省、洛特-加龙省、吉倫特省和滨海夏朗德省接壤。
与圣帕尔杜和维耶尔维克接壤的市镇（或旧市镇、城区）包括：蒙普莱桑、派德贝尔韦斯、圣阿维里维耶尔、布亚克、于尔瓦勒。

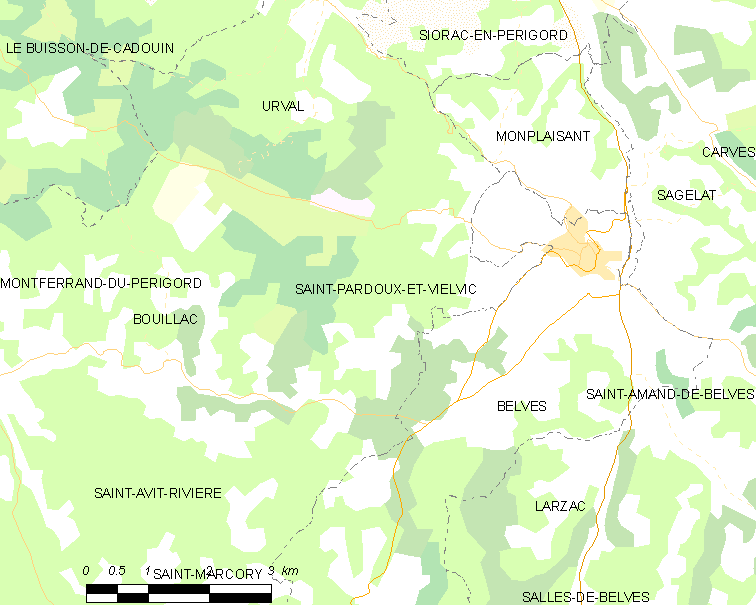
圣帕尔杜和维耶尔维克的OSM定位图

圣帕尔杜和维耶尔维克的时区为UTC+01:00、UTC+02:00（夏令时）。

## 行政
圣帕尔杜和维耶尔维克的邮政编码为24170，INSEE市镇编码为24478。

## 政治
圣帕尔杜和维耶尔维克所属的省级选区为多尔多涅河谷县。

## 人口

1962-2008年间圣帕尔杜和维耶尔维克人口变化图示

圣帕尔杜和维耶尔维克于2022年1月1日时的人口数量为187人。